# Alfred Rhode
Alfred Rhode (* 16. August 1896 in Steinwalde, Kreis Wehlau/Ostpreußen; † 13. September 1978 in Dreieich-Sprendlingen; eigentlich Alfred Werner Carl Rhode) gilt als Vater des deutschen Judosports.

## Leben
Der Sohn eines Försters zog als Freiwilliger in den Ersten Weltkrieg und wurde 1917 als Unteroffizier von Granatsplittern am rechten Knie schwer verletzt. Nach dem Krieg arbeitete er als Polizist in Berlin, wurde dann nach Frankfurt am Main versetzt, wo er am 10. Oktober 1922 den Ersten Deutschen Jiu-Jitsu-Club e. V. (später in „1. Deutscher Judo-Club e. V.“ – 1. DJC – umbenannt) gründete, der als erster und ältester deutscher und nach dem Budokwai in London als zweitältester europäischer Judo-Verein bis heute in Frankfurt am Main existiert. Nach einer Ausbildung als Polizei-Sportlehrer an der Preußischen Polizei-Schule für Leibesübungen wurde er 1923 Mitglied im Reichsverband Deutscher Turn-, Sport- und Gymnastiklehrer in Frankfurt (1923) und übernahm nach seiner Rückkehr nach Frankfurt die Sportausbildung seiner Kollegen. 1927 schied er aus dem Polizeidienst aus und gründete eine Sportschule, in der neben anderen Sportarten vorrangig Judo gelehrt wurde.
Anlässlich der 1. Judo-Sommerschule, die er initiierte und leitete, gründete sich am 11. August 1932 der Deutsche Judo-Ring als Sportvereinigung der deutschen Judoka. Alfred Rhode wurde erster Vorsitzender der neuen Sportvereinigung. Unter seiner Führung wurde 1932 erstmals eine Europäische Judo-Union gebildet, die 1934 eine europaweit ausgeschriebene, internationale Judo-Meisterschaft (Judo-Europameisterschaft) im Kristallpalast in Dresden veranstaltete. Von 1934 an begleitete Alfred Rhode die Überführung der deutschen Judoka in  den Nationalsozialistischen Reichsbund für Leibesübungen (NSRL) unter das Dach der Schwerathletik. Aus rassenideologischen Gründen entwickelte sich im NSRL eine sehr ambivalente Haltung zum Judo und den im Kōdōkan verankerten fernöstlichen Traditionen. Alfred Rhode, der mit den Veranstaltungen der Judo-Sommerschule mehr auf Seiten der Kodokan-Anhänger stand, beteiligte sich an der Entwicklung und Einführung eines eigenständig-deutschen Regelwerks. Damit leitete er ungewollt die Auflösung der gerade beginnenden Europäischen Judo-Union ein, die nach dem Zweiten Weltkrieg ohne seine Mitwirkung  unter Führung Gunji Koizumis 1948 neu gegründet wurde.
Im September 1939 zog er ein zweites Mal in den Krieg. 1947 kehrte er aus der zwei Jahre dauernden sowjetischen Kriegsgefangenschaft zurück. Dies hatte ihn körperlich stark beeinträchtigt, denn er wog nur 45 Kilogramm bei 175 Zentimeter Körpergröße. Sein Sohn Rolf charakterisiert ihn als hilfsbereiten und verständnisvollen Menschen.

## Wirken
Rhode trug in mehrerlei Hinsicht zur Popularisierung des Judos in Deutschland bei. Der Träger des achten Dan gründete den „Deutschen Judo-Ring“ (1932), den Vorläufer des heutigen Deutschen Judo-Bundes (DJB), und saß ihm vor, war Vorbereiter der Europäischen Judo Union und schuf 1952 das Deutsche Dan-Kollegium (DDK), dessen erster Präsident er von 1952 bis 1967 war. Er entwickelte zudem die „Judo-Sommerschule“, einen mehrtägigen, noch heute angebotenen Judo-Lehrgang, und organisierte Wettkämpfe. Die Premiere der Sommerschule, an der international renommierte Judoka als Trainer fungieren, fand im Frankfurter Waldstadion statt. Der Ostpreuße lehrte aber nicht nur, sondern versorgte die wachsende Judogemeinde auch mit ihrer Sportausrüstung – dem Judogi und dem Budogürtel (DanRho). Daraus entwickelte sich in den 1930er Jahren sein Sportartikelgeschäft, in dem auch die Judo-Matten (Rhode Tatami) vertrieben wurden. Dessen Geschichte reichte bis in die Gegenwart. Mehr als Mäzen denn als Sponsor unterstützte „Sport Rhode“ den westdeutschen Budosport über Jahrzehnte. Nach dem Konkurs seiner Firma Sport Rhode gingen Rhode Tatami und DanRho im Jahre 1997 als Marken in die Firma Kwon über.
Rhode war der erste Dan-Träger in Deutschland. Als erstem Europäer wurde ihm der achte Dan verliehen. Ex-EJU-Präsident André Ertel überreichte ihm die erstmals vergebene goldene Ehrenmedaille für seine Verdienste um den Judosport. Beim Sprendlinger Judoclub, den er ebenfalls begründet hat, gab Rhode bis zu seinem 81. Lebensjahr einmal in der Woche Training.